# Taula de derivades
En el procés de càlcul de derivades o diferenciació, es pot obtenir la derivada de qualsevol funció elemental emprant les regles de derivació i la taula de derivades de les funcions base a partir de les quals es construeixen la resta de funcions elementals.
Les derivades d'aquestes funcions base s'obtenen normalment a partir de la definició de derivada, aplicant les propietats de cada funció i amb les tècniques de càlcul de límits.

## Taula de derivades
| Funció F: primitiva de f                                      | Funció f: derivada de F                                                          |
| ------------------------------------------------------------- | -------------------------------------------------------------------------------- |
| Funcions elementals                                           |                                                                                  |
| {\displaystyle f(x)=k\,}                                      | {\displaystyle f'(x)=0\,}                                                        |
| {\displaystyle f(x)=x\,}                                      | {\displaystyle f'(x)=1\,}                                                        |
| {\displaystyle f(x)=x^{n}\,}                                  | {\displaystyle f'(x)=nx^{n-1}\,}                                                 |
| {\displaystyle f(x)={\sqrt {x}}\,}                            | {\displaystyle f'(x)={\frac {1}{2{\sqrt {x}}}}\,}                                |
| {\displaystyle f(x)=e^{x}\,}                                  | {\displaystyle f'(x)=e^{x}\,}                                                    |
| {\displaystyle f(x)=\ln(x)\,}                                 | {\displaystyle f'(x)={\frac {1}{x}}\,}                                           |
| {\displaystyle f(x)=a^{x}\quad {\text{(amb }}a>0)\,}          | {\displaystyle f'(x)=a^{x}\ln(a)\,}                                              |
| {\displaystyle f(x)=\log _{b}(x)\,}                           | {\displaystyle f'(x)={\frac {1}{x\ln(b)}}\,}                                     |
| {\displaystyle f(x)={\frac {1}{x^{n}}}=(x^{n})^{-1}=x^{-n}\,} | {\displaystyle f'(x)=-nx^{-n-1}\,}                                               |
| Funcions trigonomètriques                                     |                                                                                  |
| {\displaystyle f(x)=\sin(x)\,}                                | {\displaystyle f'(x)=\cos(x)\,}                                                  |
| {\displaystyle f(x)=\cos(x)\,}                                | {\displaystyle f'(x)=-\sin(x)\,}                                                 |
| {\displaystyle f(x)=\operatorname {tg} (x)\,}                 | {\displaystyle f'(x)=\sec ^{2}(x)\,}                                             |
| {\displaystyle f(x)=\sec(x)\,}                                | {\displaystyle f'(x)=\sec(x)\operatorname {tg} (x)\,}                            |
| {\displaystyle f(x)=\operatorname {cosec} (x)\,}              | {\displaystyle f'(x)=-\operatorname {cosec} (x)\operatorname {cotg} (x)\,}       |
| {\displaystyle f(x)=\operatorname {cotg} (x)\,}               | {\displaystyle f'(x)=-\operatorname {cosec} ^{2}(x)\,}                           |
| {\displaystyle f(x)=\arcsin(x)\,}                             | {\displaystyle f'(x)={\frac {1}{\sqrt {1-x^{2}}}}\,}                             |
| {\displaystyle f(x)=\arccos(x)\,}                             | {\displaystyle f'(x)={\frac {-1}{\sqrt {1-x^{2}}}}\,}                            |
| {\displaystyle f(x)=\operatorname {arctg} (x)\,}              | {\displaystyle f'(x)={\frac {1}{1+x^{2}}}\,}                                     |
| Funcions hiperbòliques                                        |                                                                                  |
| {\displaystyle f(x)=\sinh x\,}                                | {\displaystyle f'(x)=\cosh x={\frac {e^{x}+e^{-x}}{2}}\,}                        |
| {\displaystyle f(x)=\operatorname {arsinh} \,x\,}             | {\displaystyle f'(x)={1 \over {\sqrt {x^{2}+1}}}\,}                              |
| {\displaystyle f(x)=\cosh x\,}                                | {\displaystyle f'(x)=\sinh x={\frac {e^{x}-e^{-x}}{2}}\,}                        |
| {\displaystyle f(x)=\operatorname {arcosh} \,x\,}             | {\displaystyle f'(x)={\frac {1}{\sqrt {x^{2}-1}}}\,}                             |
| {\displaystyle f(x)=\operatorname {tgh} \,x\,}                | {\displaystyle f'(x)={\operatorname {sech} ^{2}\,x}\,}                           |
| {\displaystyle f(x)=\operatorname {artgh} \,x\,}              | {\displaystyle f'(x)={1 \over 1-x^{2}}\,}                                        |
| {\displaystyle f(x)=\operatorname {sech} \,x\,}               | {\displaystyle f'(x)=-\operatorname {tgh} \,x\,\operatorname {sech} \,x\,}       |
| {\displaystyle f(x)=\operatorname {arsech} \,x\,}             | {\displaystyle f'(x)=-{1 \over x{\sqrt {1-x^{2}}}}\,}                            |
| {\displaystyle f(x)=\operatorname {cosech} \,x\,}             | {\displaystyle f'(x)=-\,\operatorname {cotgh} \,x\,\operatorname {cosech} \,x\,} |
| {\displaystyle f(x)=\operatorname {arcosech} \,x}             | {\displaystyle f'(x)=-{1 \over \|x\|{\sqrt {1+x^{2}}}}\,}                        |
| {\displaystyle f(x)=\operatorname {cotgh} \,x\,}              | {\displaystyle f'(x)=-\,\operatorname {cosech} ^{2}\,x\,}                        |
| {\displaystyle f(x)=\operatorname {arcotgh} \,x\,}            | {\displaystyle f'(x)={1 \over 1-x^{2}}\,}                                        |

### Funcions especials
| Funció Gamma {\displaystyle (\Gamma (x))'=\int _{0}^{\infty }t^{x-1}e^{-t}\ln t\,dt} {\displaystyle (\Gamma (x))'=\Gamma (x)\left(\sum _{n=1}^{\infty }\left(\ln \left(1+{\dfrac {1}{n}}\right)-{\dfrac {1}{x+n}}\right)-{\dfrac {1}{x}}\right)=\Gamma (x)\psi (x)} |

| Funció zeta de Riemann {\displaystyle (\zeta (x))'=-\sum _{n=1}^{\infty }{\frac {\ln n}{n^{x}}}=-{\frac {\ln 2}{2^{x}}}-{\frac {\ln 3}{3^{x}}}-{\frac {\ln 4}{4^{x}}}-\cdots \!} {\displaystyle (\zeta (x))'=-\sum _{p{\text{ primer}}}{\frac {p^{-x}\ln p}{(1-p^{-x})^{2}}}\prod _{q{\text{ primer}},q\neq p}{\frac {1}{1-q^{-x}}}\!} |

## Demostracions

### Derivada d'una constant
En el cas de la funció constant la seva gràfica és una recta horitzontal i, per tant, té pendent zero a tot arreu, aquest resultat també s'obté directament en aplicar la definició de derivada a la funció constant: f(x)=c.
{\displaystyle f'(x)=\lim _{h\to 0}{\frac {f(x+h)-f(x)}{h}}=\lim _{h\to 0}{\frac {c-c}{h}}=0}.

### Derivada d'una potència entera
En cas que {\displaystyle f(x)=x^{n}}, s'obté:
{\displaystyle f'(x)=\lim _{h\to 0}{\frac {f(x+h)-f(x)}{h}}=\lim _{h\to 0}{\frac {(x+h)^{n}-x^{n}}{h}}}.
Aplicant la fórmula del binomi de Newton, agrupant els termes que tenen h elevada a una potència superior a 2 i traient h² factor comú d'aquests termes, resulta:
{\displaystyle f'(x)=\lim _{h\to 0}{\frac {(x^{n}+nhx^{n-1}+h^{2}R)-x^{n}}{h}}}
A partir d'aquí, operant s'obté:
{\displaystyle f'(x)=\lim _{h\to 0}nx^{n-1}+hR=nx^{n-1}+\lim _{h\to 0}hR=nx^{n-1}+0}.

### Derivada d'una potència real
Pel càlcul de la derivada d'una potència real primer es transforma l'expressió:
{\displaystyle x^{r}=e^{r\ln \left(x\right)}}
Llavors s'aplica la regla de la cadena:
{\displaystyle D\left(f\circ g\right)=\left[\left(Df\right)\circ g\right]Dg}
Amb
{\displaystyle f=e^{x}\quad g=r\ln \left(x\right)}
D'aquí, operant, i tenint en compe la derivada de la funció exponencial (vegeu més endavant) resulta:
{\displaystyle {\begin{aligned}Dx^{r}&=De^{r\ln \left(x\right)}\\&=\left[\left(e^{x}\right)\circ r\ln \left(x\right)\right]{\frac {r}{x}}\\&={\frac {r}{x}}e^{r\ln \left(x\right)}\\&={\frac {r}{x}}x^{r}\\&=rx^{r-1}\end{aligned}}}
Aquesta expressió, és formalment idèntica al cas de la potència entera.
Pel cas particular de {\displaystyle r=1/2} resulta:
{\displaystyle {\begin{aligned}f\left(x\right)&={\sqrt {x}}\\&=x^{1/2}\end{aligned}}}
Per tant:
{\displaystyle {\begin{aligned}{f}'\left(x\right)&={\frac {1}{2}}x^{\left({\frac {1}{2}}-1\right)}\\&={\frac {1}{2}}x^{\left(-{\frac {1}{2}}\right)}\\&={\frac {1}{2x^{1/2}}}\\&={\frac {1}{2{\sqrt {x}}}}\end{aligned}}}

### Derivada de la funció logaritme
Sigui {\displaystyle x>0}, aleshores es defineix la funció logaritmica com {\displaystyle f\left(x\right)=\log _{a}\left(x\right)}, aplicant la definició de derivada i ficant els termes dins de la funció logaritme s'obté:
{\displaystyle {\begin{aligned}{f}'\left(x\right)&={\underset {h\to 0}{\mathop {\lim } }}\,{\frac {\log _{a}\left(x+h\right)-\log _{a}\left(x\right)}{h}}\\&={\underset {h\to 0}{\mathop {\lim } }}\,\log _{a}\left({\frac {x+h}{x}}\right)^{\frac {1}{h}}\\&={\underset {h\to 0}{\mathop {\lim } }}\,\log _{a}\left(1+{\frac {h}{x}}\right)^{\frac {1}{h}}\end{aligned}}}
Aquesta expressió es pot transformar de la següent manera:
{\displaystyle {\begin{aligned}{f}'\left(x\right)&={\underset {h\to 0}{\mathop {\lim } }}\,\log _{a}\left[\left(1+{\frac {1}{\frac {x}{h}}}\right)^{\frac {x}{h}}\right]^{\frac {1}{x}}\\&={\frac {1}{x}}{\underset {h\to 0}{\mathop {\lim } }}\,\log _{a}\left(1+{\frac {1}{\frac {x}{h}}}\right)^{\frac {x}{h}}\\&={\frac {1}{x}}\log _{a}{\underset {h\to 0}{\mathop {\lim } }}\,\left(1+{\frac {1}{\frac {x}{h}}}\right)^{\frac {x}{h}}\end{aligned}}}
Però quant {\displaystyle h} tendeix a zero {\displaystyle x/h} tendeix a infinit (si {\displaystyle x>0}, cosa que hem imposat al principi), per tant el límit es pot calcular tenint en compte la definició del nombre e:
{\displaystyle {\underset {h\to 0}{\mathop {\lim } }}\,\left(1+{\frac {1}{\frac {x}{h}}}\right)^{\frac {x}{h}}={\underset {y\to \infty }{\mathop {\lim } }}\,\left(1+{\frac {1}{y}}\right)^{y}=e}
Per tant, la derivada de la funció logaritme és:
{\displaystyle {f}'\left(x\right)={\frac {1}{x}}\log _{a}\left(e\right)}
O cosa que és el mateix:
{\displaystyle {f}'\left(x\right)={\frac {1}{\ln \left(a\right)}}{\frac {1}{x}}}
tenint en compte que:
{\displaystyle \log _{a}\left(e\right)={\frac {1}{\ln \left(a\right)}}}
Com es pot comprovar plantejant:
{\displaystyle {\begin{aligned}a^{\log _{a}\left(e\right)\ln \left(a\right)}&=\left(a^{\log _{a}\left(e\right)}\right)^{\ln \left(a\right)}\\&=e^{\ln \left(a\right)}\\&=a\\\Rightarrow \log _{a}\left(e\right)\ln \left(a\right)&=1\\\Rightarrow \log _{a}\left(e\right)&={\frac {1}{\ln \left(a\right)}}\end{aligned}}}
En el cas particular del logaritme natural:
{\displaystyle f\left(x\right)=\ln \left(x\right)\Rightarrow {f}'\left(x\right)={\frac {1}{x}}\ln \left(e\right)={\frac {1}{x}}}
Si en comptes de la funció {\displaystyle f(x)=\log _{a}(x)} definim la funció {\displaystyle F(x)=\log _{a}(f(x))} (de la mateixa manera que abans imposàvem que {\displaystyle x>0}, ara s'ha de complir que {\displaystyle f(x)>0})
Podem aplicar la regla de la cadena per calcular {\displaystyle F'(x)}:
{\displaystyle F'(x)={\frac {d}{dx}}F(x)={\frac {dF(x)}{df(x)}}\cdot {\frac {df(x)}{dx}}={\frac {1}{f(x)}}{\frac {1}{\ln a}}\cdot f'(x)={\frac {f'(x)}{f(x)\ln a}}}
I, en concret si {\displaystyle F(x)=\ln {\big (}f(x){\big )}}
{\displaystyle F'(x)={\frac {d}{dx}}F(x)={\frac {dF(x)}{df(x)}}\cdot {\frac {df(x)}{dx}}={\frac {1}{f(x)}}{\frac {1}{\ln e}}\cdot f'(x)={\frac {f'(x)}{f(x)}}}

### Derivada de la funció exponencial
Com que la funció exponencial és la inversa de la funció logaritme, s'aplica la regla de la derivada de la funció inversa:
{\displaystyle \left[f^{-1}\right]^{\prime }\left(x\right)={\frac {1}{{f}'\left[f^{-1}\left(x\right)\right]}}}
Amb:
{\displaystyle f\left(x\right)=\log _{a}\left(x\right)\quad {f}'\left(x\right)={\frac {1}{x}}\log _{a}\left(e\right)\quad f^{-1}\left(x\right)=a^{x}}
Substituint i operant resulta:
{\displaystyle {\begin{aligned}\left[a^{x}\right]^{\prime }&={\frac {1}{\left[{\frac {1}{x}}\log _{a}\left(e\right)\right]\circ \left[a^{x}\right]}}\\&={\frac {1}{{\frac {1}{a^{x}}}\log _{a}\left(e\right)}}\\&={\frac {a^{x}}{\log _{a}\left(e\right)}}\end{aligned}}}
O cosa que és el mateix:
{\displaystyle \left[a^{x}\right]^{\prime }=\ln \left(a\right)a^{x}}
Pel cas particular de què {\displaystyle a=e} resulta:
{\displaystyle \left[e^{x}\right]^{\prime }={\frac {e^{x}}{\ln \left(e\right)}}={\frac {e^{x}}{1}}=e^{x}}
De nou, aplicant la regla de la cadena podem trobar la derivada de la funció {\displaystyle F(x)=a^{f(x)}}
{\displaystyle F'(x)={\frac {d}{dx}}F(x)={\frac {dF(x)}{df(x)}}\cdot {\frac {df(x)}{dx}}=a^{f(x)}\ln a\cdot f'(x)}
I, en concret si {\displaystyle F(x)=e^{f(x)}}
{\displaystyle F'(x)={\frac {d}{dx}}F(x)={\frac {dF(x)}{df(x)}}\cdot {\frac {df(x)}{dx}}=e^{f(x)}\ln e\cdot f'(x)=e^{f(x)}f'(x)}

### Derivada de la funcióf(x)g(x){\displaystyle f(x)^{g(x)}}
Si {\displaystyle f} i {\displaystyle g} són funcions derivables i {\displaystyle f(x)>0} podem resumir totes les derivades anteriors en una sola derivada utilitzant només les derivades de les funcions {\displaystyle e^{f(x)}} i {\displaystyle \ln f(x)}, la derivada de la funció {\displaystyle F(x)=f(x)^{g(x)}}
Tenint en compte que podem escriure {\displaystyle f(x)^{g(x)}} com {\displaystyle e^{g(x)\cdot \ln f(x)}}, aleshores
{\displaystyle F'(x)=e^{g(x)\cdot \ln f(x)}{\frac {d}{dx}}{\big (}g(x)\cdot \ln f(x){\big )}=f(x)^{g(x)}{\Big [}g'(x)\ln f(x)+g(x){\frac {d}{dx}}{\big (}\ln f(x){\big )}{\Big ]}=f(x)^{g(x)}{\bigg [}g'(x)\ln f(x)+g(x){\frac {f'(x)}{f(x)}}{\bigg ]}}
Veiem que efectivament aquesta derivada ens condueix a:
{\displaystyle {\frac {d}{dx}}(x^{r})=x^{r}{\bigg [}r'\ln x+r{\frac {x'}{x}}{\bigg ]}=x^{r}{\bigg [}0+r{\frac {1}{x}}{\bigg ]}=r{\frac {x^{r}}{x}}=rx^{r-1}}
{\displaystyle {\frac {d}{dx}}(a^{x})=a^{x}{\bigg [}x'\ln a+x{\frac {a'}{a}}{\bigg ]}=a^{x}{\bigg [}1\ln a+0{\bigg ]}=a^{x}\ln a}
Cal notar que la primera expressió només està definida quan {\displaystyle x>0} i la segona només ho està quan {\displaystyle a>0}. Tot i així, pels valors de {\displaystyle r} pels quals podem definir {\displaystyle (-1)^{r}} (valors enters o racionals amb denominador senar), si {\displaystyle x<0} podem escriure {\displaystyle x^{r}=(-1)^{r}(-x)^{r}}
{\displaystyle {\frac {d}{dx}}(x^{r})=(-1)^{r}{\frac {d}{dx}}(-x)^{r}=(-1)^{r}(-x)^{r}{\bigg [}r'\ln(-x)+r{\frac {(-x)'}{-x}}{\bigg ]}=x^{r}{\bigg [}0+r{\frac {1}{x}}{\bigg ]}=r{\frac {x^{r}}{x}}=rx^{r-1}}
Generalitzant així la equació per a tot valor de {\displaystyle x}.
Les altres expressions es poden trobar de manera similar o aplicant la derivada de la funció inversa.

### Derivada de les funcions trigonomètriques
Les derivades de les funcions sinus i cosinus es troben a partir de la definició de derivada, aplicant les identitats trigonomètriques de la suma de raons trigonomètriques
{\displaystyle \sin(\alpha +\beta )=\sin \alpha \cos \beta +\cos \alpha \sin \beta \,}
{\displaystyle \cos(\alpha +\beta )=\cos \left(\beta \right)\cos \left(\alpha \right)-\sin \left(\beta \right)\sin(\alpha )}
i les identitats trigonomètriques
{\displaystyle \lim _{\theta \to 0}{\frac {\sin \theta }{\theta }}=1}
{\displaystyle \lim _{\theta \to 0}{\frac {1-\cos \theta }{\theta }}=0\,}
Un cop s'han trobat les derivades del sinus i del cosinus la derivada de la tangent es calcula aplicant la regla del quocient a la identitat trigonomètrica:
{\displaystyle \operatorname {tg} (x)={\frac {\sin(x)}{\cos(x)}}}
A partir d'aqui es troben les derivades de les funcions cotangent, secant i cosecant aplicant la Regla de la raó inversa d'una funció a les identitats:
{\displaystyle \operatorname {cotg} (x)={\frac {1}{\operatorname {tg} (x)}}\quad \sec(x)={\frac {1}{\cos \left(x\right)}}\quad i\quad \operatorname {cosec} (x)={\frac {1}{\sin(x)}}}
Els detalls de tot el procés es troben a l'article Derivació de les funcions trigonomètriques

### Derivada de les funcions inverses de les funcions trigonomètriques
La derivada de les inverses de les funcions trigonomètriques es calculen aplicant la regla de la funció inversa a cada una de les funcions trigonomètriques i simplificant el resultat.

### Derivada de les funcions hiperbòliques
Les derivades de les funcions hiperbòliques s'obtenen a partir de les seves definicions emprant la derivada de la funció {\displaystyle F(x)=e^{f(x)}}

#### (sinh⁡x)′{\displaystyle (\sinh x)'}
{\displaystyle {\frac {d}{dx}}\sinh x={\frac {d}{dx}}{\bigg (}{\frac {e^{x}-e^{-x}}{2}}{\bigg )}={\frac {e^{x}+e^{-x}}{2}}=\cosh x}

#### (cosh⁡x)′{\displaystyle (\cosh x)'}
{\displaystyle {\frac {d}{dx}}\cosh x={\frac {d}{dx}}{\bigg (}{\frac {e^{x}+e^{-x}}{2}}{\bigg )}={\frac {e^{x}-e^{-x}}{2}}=\sinh x}

#### (tanh⁡x)′{\displaystyle (\tanh x)'}
{\displaystyle {\frac {d}{dx}}\tanh x={\frac {d}{dx}}{\bigg (}{\frac {\sinh x}{\cosh x}}{\bigg )}={\frac {(\sinh x)'(\cosh x)-(\sinh x)(\cosh x)'}{\cosh ^{2}x}}={\frac {\cosh ^{2}x-\sinh ^{2}x}{\cosh ^{2}x}}=1-{\frac {\sinh ^{2}x}{\cosh ^{2}x}}=1-\tanh ^{2}x}
O, utilitzant la relació {\displaystyle \cosh ^{2}x-\sinh ^{2}x=1}
{\displaystyle {\frac {d}{dx}}\tanh x={\frac {\cosh ^{2}x-\sinh ^{2}x}{\cosh ^{2}x}}={\frac {1}{\cosh ^{2}x}}={\hbox{sech}}^{2}x}
Per les funcions hiperbòliques inverses fem servir la regla de la funció inversa.

#### (arcsinhx)′{\displaystyle ({\hbox{arcsinh}}x)'}
Denotem {\displaystyle y={\hbox{arcsinh}}(x)\Longrightarrow x=\sinh y}, la regla de la funció inversa ens diu que
{\displaystyle {\frac {dy}{dx}}={\frac {1}{dx/dy}}}
{\displaystyle {\frac {d}{dx}}{\hbox{arcsinh}}(x)={\frac {1}{d/dy(\sinh y)}}={\frac {1}{\cosh y}}={\frac {1}{\cosh({\hbox{arcsinh}}(x))}}}
Com que {\displaystyle \cosh x={\sqrt {1+\sinh ^{2}x}}}
{\displaystyle {\frac {d}{dx}}{\hbox{arcsinh}}(x)={\frac {1}{\cosh({\hbox{arcsinh}}(x))}}={\frac {1}{\sqrt {1+\sinh ^{2}(({\hbox{arcsinh}}(x)))}}}={\frac {1}{\sqrt {1+x^{2}}}}}

#### (arccoshx)′{\displaystyle ({\hbox{arccosh}}x)'}
Sigui {\displaystyle y={\hbox{arccosh}}(x)\Longrightarrow x=\cosh y}, la regla de la funció inversa ens diu que
{\displaystyle {\frac {dy}{dx}}={\frac {1}{dx/dy}}}
{\displaystyle {\frac {d}{dx}}{\hbox{arccosh}}(x)={\frac {1}{d/dy(\cosh y)}}={\frac {1}{\sinh y}}={\frac {1}{\sinh({\hbox{arccosh}}(x))}}}
Com que {\displaystyle \sinh x={\sqrt {\cosh ^{2}(x)-1}}}
{\displaystyle {\frac {d}{dx}}{\hbox{arccosh}}(x)={\frac {1}{\sinh({\hbox{arccosh}}(x))}}={\frac {1}{\sqrt {\cosh ^{2}(({\hbox{arccosh}}(x)))-1}}}={\frac {1}{\sqrt {x^{2}-1}}}}

#### (arctanhx)′{\displaystyle ({\hbox{arctanh}}x)'}
Sigui {\displaystyle y={\hbox{arctanh}}(x)\Longrightarrow x=\tanh y}, la regla de la funció inversa ens diu que
{\displaystyle {\frac {dy}{dx}}={\frac {1}{dx/dy}}}
{\displaystyle {\frac {d}{dx}}{\hbox{arctanh}}(x)={\frac {1}{d/dy(\tanh y)}}={\frac {1}{1-\tanh ^{2}y}}={\frac {1}{1-\tanh ^{2}({\hbox{arctanh}}(x))}}={\frac {1}{1-x^{2}}}}